# 80135 (album)
80135 è il secondo album in studio del cantautore italiano Francesco De Rosa, pubblicato il 4 luglio 2025, con testi in lingua napoletana e distribuito dalla Zeus Record.

## Tracce
1. Arrassusi' - (Francesco De Rosa)
2. Me piace o nun me piace - (Francesco De Rosa)
3. Ancora 'e te - (Francesco De Rosa)
4. Shhh... - (V. D'Agostino - L. D'Agostino - F. De Rosa)
5. Baby - (V. D'Agostino - L. D'Agostino - F. De Rosa)
6. M'annamoro 'e te - (V. D'Agostino - L. D'Agostino - F. De Rosa)
7. Comme e' bella Napule - (V. D'Agostino - L. D'Agostino - F. De Rosa)
8. Dimme pecche' - (V. D'Agostino - L. D'Agostino - F. De Rosa)
9. Faveze - (Francesco De Rosa)
10. 'Na vita 'e tiempo - (Francesco De Rosa)